# Seolwane
Seolwane is een dorp in het district Central in Botswana. De plaats telt 1280 inwoners (2011).